# Dale L. Boger
Dale Lester Boger est un chimiste médicinal et organique américain et ancien président du département de chimie du Scripps Research Institute à La Jolla, en Californie.

## Biographie
Dale Boger est né le 22 août 1953 à Hutchinson, Kansas. Il étudie la chimie à l'Université du Kansas (BS, 1975), obtient un Ph.D. en 1980, à l'Université Harvard, sous la direction d'Elias James Corey. Après ses études supérieures, il rejoint la faculté de l'Université du Kansas où il est professeur adjoint/associé de chimie médicinale (1979-1985).
En 1985, il entre à l'Université Purdue, où il est professeur de chimie (1985-1991). Il est professeur de chimie "Richard et Alice Cramer" et membre du Skaggs Institute for Chemical Biology  au Scripps Research Institute.
Boger est actif dans le domaine de la Chimie organique avec des recherches sur la synthèse de produits naturels, la méthodologie de synthèse, la chimie médicinale et la Chimie combinatoire. Il est également l'auteur d'un livre populaire sur la chimie organique synthétique : Modern Organic Synthesis Lecture Notes (TSRI Press, 1999).